# Pablo de Olavide

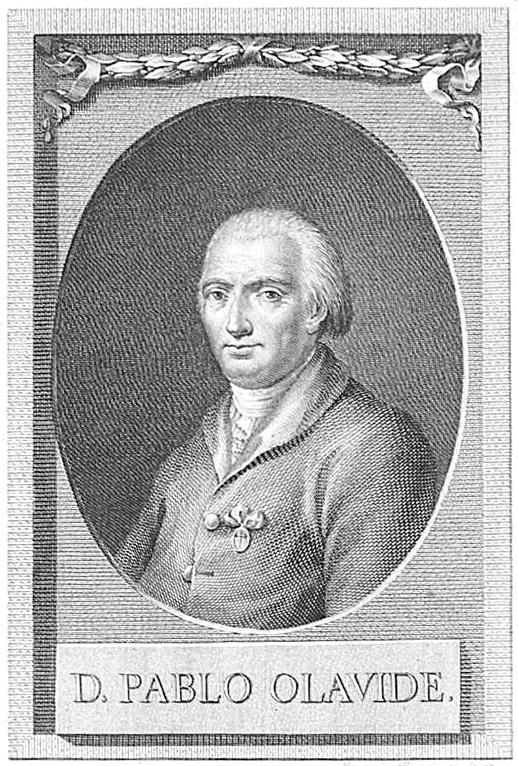
Pablo de Olavide.

Don Pablo Antonio José de Olavide  y Jáuregui, känd som "greve av Pilos", född den 25 januari 1725 i Lima, död den 25 februari 1803 i Baeza, Jaén, var en spansk ämbetsman. 
Han koloniserade 1775 som administratör över Andalusien Sierra Morenas oländiga trakter genom 6 000 inflyttade sydtyskar. För sina frisinnade åsikter råkade han 1776 i inkvisitionens våld och dömdes till åtta års internering i ett kloster, men undkom 1780 till Frankrike. Han fick 1798 tillåtelse att vända tillbaka till Spanien.